# IP Большого Пса
IP Большого Пса (лат. IP Canis Majoris), HD 42927 — одиночная переменная звезда в созвездии Большого Пса на расстоянии приблизительно 1205 световых лет (около 370 парсеков) от Солнца. Видимая звёздная величина звезды — от +6,48m до +6,44m.

## Характеристики
IP Большого Пса — бело-голубой гигант или яркий гигант, пульсирующая переменная звезда (LPB) спектрального класса B5II/III.